# Mike McFerron
Mike McFerron (* in Oklahoma) ist ein US-amerikanischer Komponist und Musikpädagoge.
McFerron studierte Musik bei James Mobberley, Chen Yi und Gerald Kemner an der University of Missouri–Kansas City, außerdem auch bei Ray E. Luke. Er unterrichtete an der UMKC und am Kansas City Kansas Community College, bevor er Professor für Musik, Composer in Residence und Leiter des musiktechnologischen Programms der Lewis University wurde. Außerdem ist er Gründer und Codirektor des Musikfestivals Electronic Music Midwest.
Mit seinen Kompositionen war McFerron u. a. Finalist der South Bay Master Chorale Choral Composition Contest (1997), des Salvatore Martirano Composition Contest (1999), der Swan Composition Competition (2002), der Confluencias Electronic Miniatures II International Competition (2004), der Truman State/MACRO Composition Competition (2005), der American Modern Ensemble Composition Competition (2005) und des 1st International Electroacoustic Music Contest – CEMJKO (2006). Mit dem Orchesterstück Perspectives erlangte er 2001 die Aufnahme in das Chicago Symphony Orchestra's First Hearing Program und eine ehrende Erwähnung beim Rudolf Nissim Prize, gewann 2002 den Ersten Preis bei der Louisville Orchestra Composition Competition und 2003 eine ehrende Erwähnung bei der Masterprize International Composition Competition. Mit Torrid Mix: Featuring DJ Jazzy King and Master L.T. gewann er 2006 den ersten Preis bei der Forecast Music Composition Competition.

## Werke
- Open Circuit für Flöte und Computer, 2010
- An Interrupted Memory, Fixed Media, 2010
- Canotila: stretching toward the sky für Claves und Computer, 2009
- FANFARE: Hope in the Face of Uncertainty für Orchester, 2009
- Shape Study: Music for Metamorphoses, Fixed Media, 2008
- Prelude to You Brought This on Yourself, Fixed Media, 2008
- Trai(p)(f)(m), Fixed Media, 2008
- Dinadanvtli, Fixed Media, 2006
- Canticle für Stimme und 5.1 Surround Sound Playback, 2006
- Torrid Mix für Klavier und Fixed Media, 2006
- Two Songs on E. E. Cummings für Mezzosopran und Klavier, 2006
- Nunc Dimittis für dreistimmigen Frauenchor, 2006
- Minute Distances, Fixed Media, 2005
- Heroic Overture #1: Cuchulainn für Jugendorchester, 2005
- Hymnus Cherubicus für Streichorchester, 2004
- Winter Solstice für Cello und Klavier, 2004
- Lewis Fanfare für Bläser und Perkussion, 2004
- Kreutzer Fantasy für Violine, Cello und Klavier, 2004
- Improvisation for Violoncello and Percussionists, 2004
- ΔpΔx ≥ h/4π, Fixed Media, 2004
- 9.17.2003, Fixed Media, 2004
- Hymnus Cherubicus für gemischten Chor, 2004
- The Sobbing of the Bells für gemischten Chor und Klavier, 2004
- Journey to Sekhet Aanru für Männerchor, 2003
- Conversation 2 für Vibraphon, 2003
- Insistent Disturbance für Klavier und Perkussion, 2003
- Rainbow Magnetic Spinning Wheel für Klavier zu vier Händen, 2003
- Odiporìa für gemischten Chor und Orchester, 2002
- On the Edge für Jugendorchester, 2002
- Dos Paisajes für Violine und Fixed Media, 2002
- Bonitas Domini für gemischten Chor, 2002, 2005
- Alleluia: De Quacumque Tribulatione für gemischten Chor, 2002
- Dawn für Sopran, Tenor und Perkussion, 2001
- Retrospection, Fixed Media, 2001
- Two Images for Violin, 2001
- Between the Extremes für Orchester, 2001
- Perspectives für Orchester, 2000
- Experience 3 für Flöte, Oboe, Klarinette und Cello, 2000
- Stepping Through.. .  für Orchester, 1999
- Hamburger Pattie Machine für Klarinette, Violine und Cello, 1999
- Conversation für Flöte, 1999
- Trio Divergent für Flöte, Cello und Perkussion, 1999
- Three Short Pieces for Six Players für Flöte, Klarinette, Violine, Cello, Klavier und Perkussion, 1999
- Three Preludes for Piano, 1999
- Stationary Fronts für Flöte und Fixed Media, 1999
- Music to Accompany "Plaid is 2% Truth - #2", Fixed Media, 1999
- Music for Flute Violin and Piano, 1998
- Experience 1 für Perkussion, 1997
- STRATUM für Klavier und Fixed Media, 1997
- Ten High für Klavier und Orchester, 1996
- Music for Viola and Piano, 1996
- Red Earth für Flöte, Klarinette, Violine, Cello, Klavier und Perkussion, 1996
- Chasm, Fixed Media, 1995

## Weblink
- Homepage von Mike McFerron